# Circuit Yas Marina
Le circuit Yas Marina (en arabe : حلبة مرسى ياس) est un circuit automobile construit pour accueillir le Grand Prix automobile d'Abou Dabi de Formule 1 dont la première édition s'est tenue le 1er novembre 2009. Ce circuit moderne est situé sur l'île de Yas, à 30 minutes d'Abou Dabi, et est le second circuit de Formule 1 implanté au Moyen-Orient après celui de Sakhir à Manama au Bahreïn. La construction du circuit a coûté plus d'un milliard d'euros.

## Présentation
Conçu par l'architecte allemand Hermann Tilke sous l'impulsion de Philippe Gurdjian, le circuit est construit par la société Aldar Properties qui bâtit également sur l'île un parc à thèmes (Ferrari World), une marina, des zones résidentielles, des installations sportives et de loisirs ainsi que des hôtels et stations balnéaires. En février 2010, Aldar a été contrainte de vendre le circuit au gouvernement d'Abou Dabi après avoir enregistré une baisse de revenus de l’ordre de 79 % en 2009.
D'une longueur de 5,554 km, le circuit comprend vingt et un virages, dont un virage serré, une longue ligne droite de 1 173 mètres et une épingle, entre la marina et les dunes. Il dispose de grandes tribunes très spacieuses et la sortie de la voie des stands passe sous la piste grâce à un tunnel. 
Les voitures y tournent dans le sens anti-horaire et, pour la première fois dans l'histoire du championnat du monde de Formule 1, le départ a lieu de jour et l'arrivée de nuit. Comme sur le circuit urbain de Singapour qui accueille le Grand Prix automobile de Singapour, ainsi que sur le Circuit international de Sakhir, l'éclairage de la piste est assuré par de puissants projecteurs allumés dès le départ de la course.
Le 11 avril 2011, le feu vert est donné par la FIA pour la modification du circuit de Yas Marina qui va profiter des changements demandés pour accueillir la MotoGP et pour rendre le tracé plus intéressant pour la Formule 1 en améliorant les possibilités de dépassement dans la portion de piste située entre les virages 6 et 9. La chicane composée des virages 5 et 6 ainsi que l'entrée de l'épingle qui suit (virage 7) seront plus larges. Le virage 9 n'aura plus une inclinaison négative à sa sortie et sera profilé pour devenir un virage en banking, ce qui permettra aux pilotes de prendre une trajectoire plus large et tenter l'extérieur sur un adversaire. Les deux virages à gauche 13 et 14, assez lents, seront transformés en un seul virage plus fluide.
Le 24 juin 2021, des travaux sur le circuit émirati sont annoncés dans le but d'augmenter le spectacle et les dépassements. Effectués au cours de l'année, ces travaux seront achevés pour bénéficier du nouveau tracé dès le Grand Prix automobile d'Abou Dabi 2021. L'enchaînement des virages 5, 6 et 7 sera transformé en une courbe unique ouverte et inclinée, permettant aux pilotes d'attaquer la ligne droite avec plus de vitesse. L'autre épingle composée des virages 11, 12, 13 et 14 sera également revue en un virage en épingle à courbe unique. Les virages droits 18, 19 et 20, situés atour de l'hôtel Yas Marina, seront modifiés pour avoir un angle d'attaque plus ouvert pour des passages plus rapides.

## Tracé

Tracé de 2009 à 2020, 5 554 mètres.
Tracé depuis 2021, 5 281 mètres.

## Palmarès des Grands Prix de Formule 1 disputés sur le circuit
| Année | Vainqueur        | Écurie           |
| ----- | ---------------- | ---------------- |
| 2009  | Sebastian Vettel | Red Bull-Renault |
| 2010  | Sebastian Vettel | Red Bull-Renault |
| 2011  | Lewis Hamilton   | McLaren-Mercedes |
| 2012  | Kimi Räikkönen   | Lotus-Renault    |
| 2013  | Sebastian Vettel | Red Bull-Renault |
| 2014  | Lewis Hamilton   | Mercedes         |
| 2015  | Nico Rosberg     | Mercedes         |
| 2016  | Lewis Hamilton   | Mercedes         |
| 2017  | Valtteri Bottas  | Mercedes         |
| 2018  | Lewis Hamilton   | Mercedes         |
| 2019  | Lewis Hamilton   | Mercedes         |
| 2020  | Max Verstappen   | Red Bull-Honda   |
| 2021  | Max Verstappen   | Red Bull-Honda   |
| 2022  | Max Verstappen   | Red Bull-Honda   |
| 2023  | Max Verstappen   | Red Bull-Honda   |
| 2024  | Lando Norris     | McLaren-Mercedes |

## Cyclisme
Le circuit est aussi un lieu de cyclisme. En effet, l'État encourage la pratique du sport afin de combattre l’obésité et par conséquent, le circuit est réservé aux cyclistes le mardi et le samedi de 18 h à 22 h, tandis que le mercredi est dévolu aux femmes. Selon Mauro Gianetti, ils sont « 2 000 à 3 000 à tourner ».